# Autostrada A25 (Belgia)
Autostrada A25 - autostrada w Belgii, w prowincji Liège, o długości 22 km. Droga łączy Liège z Maastricht. Jest częścią trasy europejskiej E25.